# Xenonautia
Xenonautia is een geslacht van rechtvleugeligen uit de familie Romaleidae. De wetenschappelijke naam van dit geslacht is voor het eerst geldig gepubliceerd in 1977 door Descamps.

## Soorten
Het geslacht Xenonautia  is monotypisch en omvat slechts de volgende soort:
- Xenonautia concinna (Descamps, 1977)